# Волхонский, Алексей Анатольевич
Алексей Анатольевич Волхонский (7 марта 1976) — российский футболист, нападающий. Сыграл более 300 матчей за «Спартак» (Кострома).

## Биография
Воспитанник футбольной секции «Урожай» (Судиславль). На взрослом уровне начал выступать в 1994 году в составе костромского «Спартака» в третьей лиге. Всего в составе клуба из Костромы провёл 10 сезонов, за это время сыграл во втором и третьем дивизионах России 304 матча и забил 65 голов. Является лучшим бомбардиром в истории «Спартака» в первенствах России.
Кроме того, выступал на профессиональном уровне за «Динамо» (Вологда) и за ряд любительских клубов.
По состоянию на 2014 год работал коммерческим директором любительского клуба «Динамо» (Кострома).